# Stanisław Duszak
Stanisław Duszak (ur. 4 maja 1943 w Parczewie) – polski samorządowiec, dziennikarz i wydawca, w latach 2002–2003 wicemarszałek województwa lubelskiego.

## Życiorys
Ukończył technikum budowlane ze specjalizacją w centralnym ogrzewaniu i wodociągach, a w 1969 polonistykę na Katolickim Uniwersytecie Lubelskim. Wstąpił do Polskiej Zjednoczonej Partii Robotniczej. W latach 70. był kierownikiem Wydziału Kultury i Propagandy Komendy Chorągwi ZHP, a także redaktorem kolumny harcerskiej w „Kurierze Lubelskim”. Potem zatrudniony w lubelskim oddziale Krajowej Agencji Wydawniczej i wydawnictwie Polonia. W latach 90. został właścicielem drukarni i wydawnictwa Agencja Wschodnia, a także agencji dziennikarskiej. Objął funkcję redaktora naczelnego czasopism „Samorządowe Drogi” i „SOS emerytów i rencistów”.
Jako rencista rozpoczął działalność w ogólnopolskiej partii Forum Emerytów i Rencistów, gdzie został szefem struktur w Lublinie i przewodniczącym wojewódzkiej komisji rewizyjnej. Po rozłamie w tej partii przystąpił w maju 2001 Samoobrony RP, został przewodniczącym rady grodzkiej partii i dyrektorem biura poselskiego Józefa Żywca. W 2001 z jej ramienia bez powodzenia kandydował do Sejmu (uzyskał 2242 głosy). W 2002 uzyskał mandat radnego sejmiku lubelskiego (zdobywając 14 689 głosów – trzeci wynik w kraju). 10 grudnia 2002 został powołany na stanowisko wicemarszałka województwa lubelskiego po utworzeniu koalicji PSL-PiS-ROP wbrew stanowisku Samoobrony, w następstwie czego został z niej wydalony. W ramach swoich kompetencji odpowiadał za kulturę, sztukę i infrastrukturę techniczną. 8 stycznia 2003 uchwała powołująca zarząd została uznana za nieważną, a Stanisław Duszak nie znalazł się w kolejnym zarządzie. Został następnie radnym niezrzeszonym, później jednak powrócił do klubu radnych Samoobrony.
W 2004 rozpoczął pracę w Wojewódzkim Funduszu Ochrony Środowiska w Lublinie. Związał się później z Krajową Partią Emerytów i Rencistów. Z jej ramienia w 2004 otwierał listę do Parlamentu Europejskiego w okręgu nr 8, zaś w 2006 ubiegał się o reelekcję do sejmiku (KPEiR nie uzyskała mandatów). W 2018 został ogłoszony kandydatem KW Jedność Narodu – Wspólnota do sejmiku lubelskiego (komitet ostatecznie nie zarejestrował listy w okręgu). Został koordynatorem regionalnym partii Jedność Narodu.

## Życie prywatne
Mieszka w Lublinie. Był objęty postępowaniem komornika.